# مو دابره
مو دابره (انگلیسی: Mo Dabre؛ زادهٔ ۲۲ ژانویهٔ ۲۰۰۳) بازیکن فوتبال است.